# David Johnson (guvernör)
David Johnson, född 3 oktober 1782 i Louisa County, Virginia, död 7 januari 1855 i  South Carolina, var en amerikansk politiker (demokrat). Han var South Carolinas guvernör 1846–1848.
Johnson studerade juridik och inledde sin karriär som advokat i South Carolina. Mellan 1824 och 1835 tjänstgjorde han som domare i en appellationsdomstol.
Johnson efterträdde 1846 William Aiken som South Carolinas guvernör och efterträddes 1848 av Whitemarsh Benjamin Seabrook. Ett regemente från South Carolina deltog i mexikansk–amerikanska kriget under Johnsons tid som guvernör. Regementet reste en flagga med South Carolinas palmettopalm över Mexico City den 13 september 1847.